# Eichigt
Eichigt es un municipio situado en el distrito de Vogtland, en el estado federado de Sajonia (Alemania), a una altitud de 550 metros. Su población a finales de 2016 era de unos 1200 habitantes y su densidad poblacional, 37 hab/km².